# Jaroslav Kallab
Jaroslav Karel Jan Maria Kallab (24. června 1879 Nové Město na Moravě – 10. února 1942 Brno) byl český právník, profesor trestního práva i právní filozofie na Právnické fakultě Univerzity Karlovy a na Právnické fakultě Masarykovy univerzity, kde byl i děkanem, rektor Masarykovy univerzity, ředitel kriminologického ústavu a člen České akademie věd a umění.

## Život
Jaroslav Kallab byl od narození tělesně postižen, měl hrb a těžkou klátivou chůzi. Vystudoval české gymnázium v Brně, poté začal studovat práva na Vídeňské univerzitě, během studia ale přešel na pražskou právnickou fakultu, kde v roce 1903 získal doktorát práv. Následně vstoupil do služeb justice, zároveň se však připravoval na vědeckou kariéru, absolvoval studijní pobyty v Berlíně a na Sorbonně. V roce 1908 se habilitoval pro trestní právo a trestní řízení a v roce 1913 byl jmenován mimořádným profesorem na české univerzitě v Praze. O rok dříve se oženil s Boženou Volfovou, se kterou měl syna Jaroslava. Po založení Masarykovy univerzity v Brně se stal řádným profesorem dějin právní filozofie a práva i řízení trestního její právnické fakulty. Byl několikrát jejím děkanem, jednou i rektorem celé univerzity, a také zde v roce 1928 vybudoval kriminologický ústav, jehož se stal ředitelem. Stal se též členem České akademie věd a umění, společnosti Institut International de philosophie du droit et de sociologie juridique a Filozofické jednoty v Brně. Dále byl členem Anglického klubu, Pánského klubu v Brně a PEN.
Kromě svých vědeckých aktivit byl činný i veřejně, spoluzakládal např. Národní stranu práce a byl předsedou jejího moravského výkonného výboru. Věnoval se také mládeži, byl zakladatelem časopisu Péče o mládež a autorem návrhu zákona o soudnictví mladistvých, který byl předložen roku 1930. Za své zásluhy obdržel Zlatý záslužný kříž a k 60. narozeninám od Svazu zemských a okresních péčí o mládež, jehož byl původně předsedou, bronzovou pamětní medaili. V Jemnici byl navržen architektem Bohuslavem Fuchsem pro Okresní péči o mládež „Kallabův domov mládeže“. Je pohřben na Ústředním hřbitově v Brně.

## Dílo
Profesně se věnoval jak trestnímu právu, tak právní filosofii a částečně i právu mezinárodnímu. Ovlivněn byl novokantovstvím i Bergsonovým intuitivismem. Patřil k brněnské normativní škole, odmítal ale absolutizaci jejích východisek, právo pro něj neznamená jen svět norem, ale i konání, kde značnou roli hraje lidská vůle. Snažil se vždy o propojování jednotlivých forem poznávání. Kromě obecných a teoretických otázek trestního práva se zabýval např. i problematikou soudnictví ve věcech mládeže, byl autorem zákona č. 48/1931 Sb., o trestním soudnictví nad mládeží.
- Úvod ve studium metod právnických. Kn. 1, Základní pojmy / Naps. Jaroslav Kallab. – Brno : Barvič [a] Novotný, 1920. – 6, 144 s. ; 8°
- Úvod ve studium metod právnických. Kn. 2, Hlavní směry / Naps. Jaroslav Kallab. – Brno : Barvič & Novotný, 1921. – 266 s. ; 8°
- Učebnice trestního řízení, platného v Čechách a v zemi Moravsko-slezské / Hledě k osnově sjednoceného trestního řádu čs. z roku 1929 naps. Jaroslav Kallab. – Brno : Právník, 1930. – 283 s. ; 8°
- Trestní zákony československé, platné v Čechách, na Moravě a ve Slezsku / Sestavili a poznámkami opatřili dr. Jaroslav Kallab a Vilém Herrnritt. – Druhé, přepracované a značně rozmnožené vydání. – Praha : Československý Kompas, 1927. – VIII, 1236 s. ;
- Trestní řád československý a předpisy jej doplňující platné v Čechách a v zemi Moravsko-slezské / Sest. a pozn. opatř. Dr. Jaroslav Kallab a Vilém Herrnritt. – Druhé přeprac. a rozmn. vyd. – Praha : Čsl. Kompas, 1931. – XV, 1134 s. ; 8°
- Sociální péče v obcích / Dr. Jaroslav Kallab. – Brno : Národní strana práce, 1927. – 30 s. ; 8°
- Samospráva a sociální péče se zvláštním zřetelem na ochranu mládeže. – Praha : Poradní sbor čes. okresů, 1914. – 93, 3 s. ; v. 8°
- Politika vědou a uměním / Jaroslav Kallab. – Praha : Kruh Politeia, 1962. – 26-[I] s. ; 8°
- Několik myšlenek o idealismu a realismu ve vědách právních / [Napsal] Jaroslav Kallab. – [Brno : nákladem vlastním, 1939. – S. 107-115 ; 8°
- Mírové smlouvy a zásada sebeurčení národů / JUDr. Jaroslav Kallab. – Praha : Státovědecká společnost : Žižka [distributor], 1920. – 10 s. ; 8°